# Animali musicanti
Animali musicanti (A Car-Tune Portrait) è un cortometraggio d'animazione del 1937 diretto da Dave Fleischer. Fa parte della serie Color Classics ed è di dominio pubblico.
Questo cartone animato (distribuito il 26 giugno 1937) utilizza come colonna sonora la Rapsodia ungherese n. 2 del compositore romantico Franz Liszt. Lo studio Fleischer l'aveva già adoperata nel finale di Fire Bugs, un cartone del 1930 con Bimbo. In seguito, questa composizione sarebbe divenuta la colonna sonora di molti altri cartoni dell'epoca, come Rapsodia newyorkese del 1941, Rapsodia in salmì del 1946 e Jerry pianista del 1947.

## Trama
Dopo i brevi titoli di testa, impostati su una versione orchestrata del Minuetto in sol maggiore di Ludwig van Beethoven, appare un leone antropomorfo, vestito da direttore d'orchestra, che vuole dimostrare al pubblico come gli animali dei cartoni non siano sciocchi e infantili, come si crede, facendogli suonare la seconda rapsodia ungherese di Franz Liszt. Dopo un inizio relativamente calmo, tuttavia, i vari animali cominciano a combattere tra di loro usando i propri strumenti musicali e facendosi scherzi a vicenda. Alla fine, in linea con la frenesia costruttiva della rapsodia di Liszt, gli animali finiscono la composizione nel caos più totale. Alla fine il direttore d'orchestra verrà colpito in testa da una grancassa, concludendo il corto. 

## Produzione
Secondo la bozza della sceneggiatura, il titolo del cartone in fase di produzione era Animal Orchestra ("Orchestra animale"). Dave Tendlar diresse l'animazione e si occupò di animare alcune inquadrature brevi con il direttore d'orchestra. Vari altri animatori parteciparono alla realizzazione del corto, ma la maggior parte di loro non venne accreditata nei titoli di testa.